# گاستونه موسکین
گاستونه موسکین (انگلیسی: Gastone Moschin؛ زادهٔ ۸ ژوئن ۱۹۲۹ - درگذشته ۴ سپتامبر ۲۰۱۷) بازیگر اهل ایتالیا بود.
از فیلم‌ها یا سریال‌های تلویزیونی که وی در آن نقش داشته‌است، می‌توان به هفت ضربدر هفت، همسفر، دوستان من، فیورینا، گاو ماده، مرد هوسران، همسر شهرآشوب، در گرداب گناه، پدرخوانده: قسمت دوم، پرندگان، زنبورهای عسل و ایتالیایی‌ها، عمر مختار، زنان دامن‌پوش، پدر ماتئو، شادی زندگی، کالیبر ۹، ریمینی ریمینی - یک سال بعد، دنباله‌رو، پری‌ها، قدیمی‌ترین حرفه و تیم اضطراری اشاره کرد. 
موسکین در سال ۱۹۸۶ برنده روبان نقره‌ای بهترین بازیگر نقش مکمل مرد شده‌است.